# كانكام (مجلة)
كانكام (キャンキャン ) مجلة يابانية شهرية خاصة بالموضة والأزياء لدى المرأة يتم نشرها بواسطة شركة النشر اليابانية شوغاكوكان، تم إنشاء المجلة للمستهلكين المهتمين بالأزياء، وتقدم المجلة معلومات عن الأزياء والماكياج والحقائب، والإكسسوارات وما إلى ذلك، والمجلة لقت نجاحًا باهرًا من قبل السيدات فضلًا عن الشباب وطالبات الجامعة.